# جائزة المجر الكبرى 2020
جائزة المجر الكبرى 2020 (بالمجرية: 2020-as Formula–1 magyar nagydíj)‏ هو سباق فورمولا 1
أقيم بتاريخ 19 يوليو 2020 في حلبة المجر، المجر، وكان السباق 3 من أصل 17 في بطولة العالم لسباقات فورمولا 1 موسم 2020، وكان أول المنطلقين لويس هاملتون.
فاز بالمركز الأول  لويس هاملتون، وكان صاحب أسرع لفة لويس هاملتون بزمن قدرة 76.627 ثانية.